# نیاردو
نیاردو (به ایتالیایی: Niardo) یک کومونه و ریزکشور در ایتالیا است که در استان برشا واقع شده‌است.

## خصوصیات
نیاردو ۲۲ کیلومترمربع مساحت و ۱٬۹۵۶ نفر جمعیت دارد و ۴۴۳ متر بالاتر از سطح دریا واقع شده‌است.

## خواهرخوانده
شهرهای Reggiolo و مکزیکو سیتی خواهرخوانده‌های نیاردو هستند.

## نگارخانه

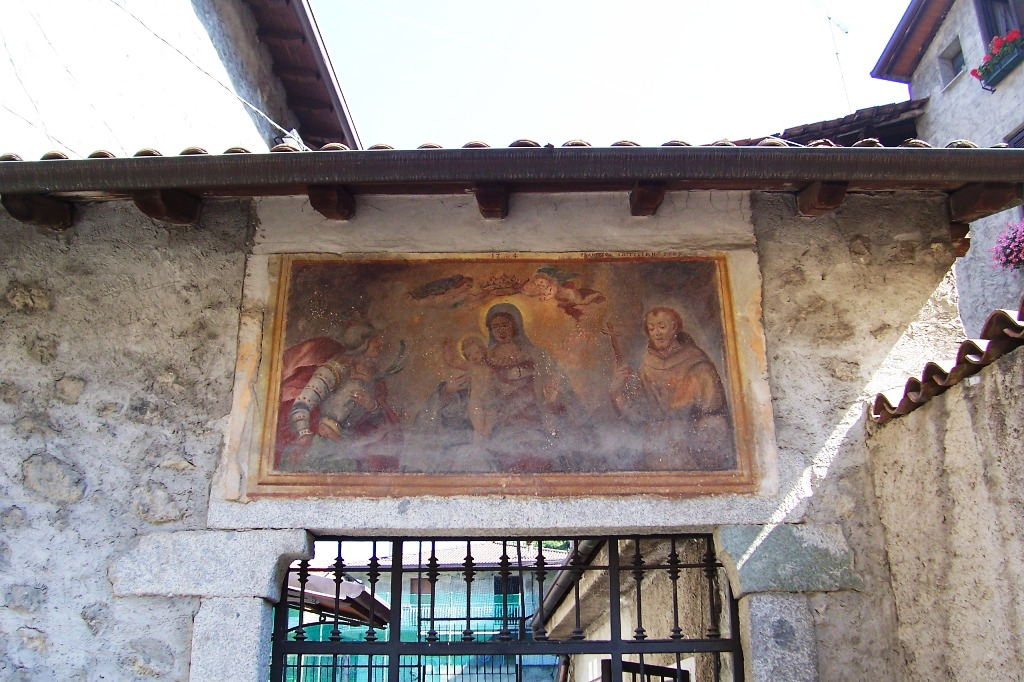
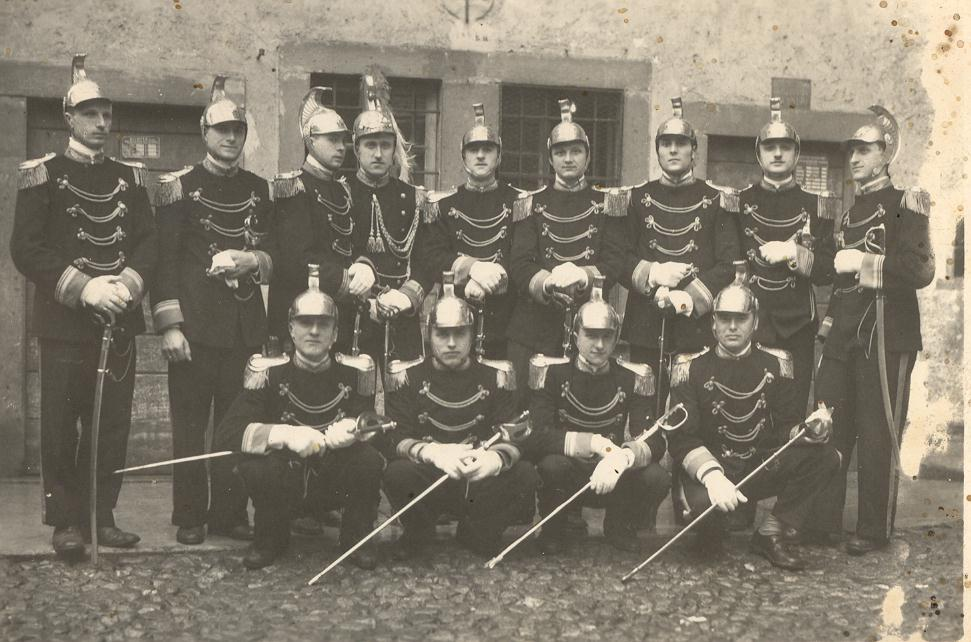
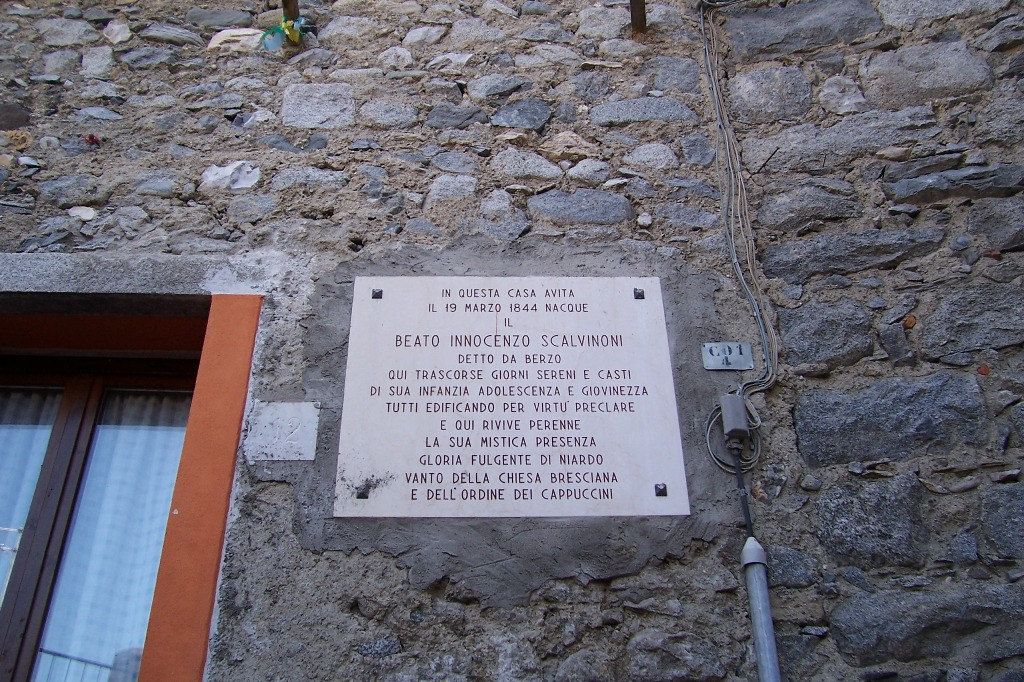
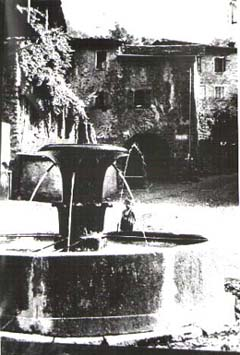